# Инцидент пред руското посолство в Киев (2014)
Инцидентът пред руското посолство в Киев се развива по време на демонстрация на 14 юни 2014 г., когато около 300 украински демонстранти протестират пред руското посолство в Киев.

## Предистория
Сутринта на 14 юни 2014 г. проруски сепаратисти свалят украински военен самолет Ил-76 в района на летището на Луганск, при което загиват 49 души – 40 военнослужещи и 9 членове на екипажа. След свалянето на самолета и преди протеста украинският президент Петро Порошенко заявява „Всички замесени в циничните актове на тероризъм в такива размери трябва да бъдат наказани. Украйна се нуждае от мир. Терористите ще получат адекватен отговор“. 

## Протестът
Около 300-те демонстранти преобръщат дипломатически автомобили, скандират заплахи и обиди и хвърлят камъни, яйца и боя по сградата. Един от тях сваля знамето на Русия от посолството с прът. Около 12 полицаи наблюдават протеста, но не се намесват. Краткотрайно в двора на посолството избухва пожар, който е потушен бързо от пожарната на града. Полицията арестува трима участници в демонстрацията за хулиганство. .

## Реакции
Русия осъжда ататака срещу посолството ѝ в Украйна и обвинява украинската полиция в бездействие относно спирането на атаката, наричайки реакцията ѝ „сериозно нарушение на украинските международни задължения“. Държавният департамент на САЩ декларира, че „Съединените щати осъждат атаката над руското посолство в Киев и приканят украинските власти да изпълнят задълженията си по Виенската конвенция да осигурят адекватна сигурност“. Украинският външен министър Андрий Дешчитая посещава протеста и апелира за мир с думите „Не трябва да прекъсваме дипломатическте връзки. Задължени сме да защитаваме украинците, пребиваващи в Русия“. 